# (6455) 1992 HE
1992 إتش إي (ويعرف أيضًا باسم (6455) 1992 إتش إي وفق تسمية الكوكب الصغير) (بالإنجليزية: 1992 HE)‏ هو كويكب ضمن حزام الكويكبات؛ وترتيبه 6455 من حيث الاكتشاف.
اكتُشف هذا الجُرم الفلكي بواسطة روبرت إتش ماكنوت في 25 أبريل 1992.

## وصلات خارجية
- (6455) 1992 HE في قاعدة بيانات مختبر الدفع النفاث لأجرام النظام الشمسي الصغيرة

- الاكتشاف · مخطط المدار ·  العناصر المدارية · المعلمات المادية

- (6455) 1992 HE على موقع ويكي سكاي: DSS2, SDSS, GALEX, IRAS, Hydrogen α, X-Ray, Astrophoto, Sky Map, Articles and images